# Ленок тупоносий
Ленок тупоносий (Brachymystax tumensis) — вид риб роду Ленок підродини Лососі родини лососевих. Інша назва — «ленок річки Туманна».

## Опис
Загальна довжина сягає 40-55 см, вага 2,5-8 кг. Тіло струнке і сильне, вкрите дрібною лускою. На хвостовому стеблі є маленький жировий плавець, в якому немає променів. Рот кінцевий. Зуби на сошнику та піднебінні утворюють безперервну подковоподібну смужку, рот невеликий, верхнещелепна кістка не доходить до вертикалі заднього краю ока. Зябрових тичинок 19-23.
Забарвлення у тупорилих темне, з оливковим відливом, під час нересту майже не змінюється, іноді на боках з'являються нечіткі червонуваті плями. З боків є округлі темні плями.

## Спосіб життя
Віддає перевагу ділянкам річок з перекатами і відносно широкими і глибокими плесами. Мешкають в річках і озерах, по річках піднімається до витоків, зустрічаються навіть у високогірних льодовикових озерах. Влітку широко селяються по малим і великим гірських річках та озерах, дотримуючись в річках перекатів і порогів, а в озерах — витоків річок і усть приток. Тримабться невеликими зграйками, великі особини одинаки.
Молодь ранньому віці живиться зоопланктоном, у міру зростання переходить на споживання донних організмів — личинок комах, бокоплавів, дрібних молюсків, дощових хробаків, ікру й молодь інших видів риб (ян, піскар, ялець, окунь і харіус). Великі ленки іноді заковтують мишей, землерийок, жаб. Живиться ленок в будь-який час доби, особливо активно вранці і ввечері.
Статевозрілими стаєютьна 5-му році життя, при досягненні довжини 25-40 см і ваги 400–500 г. Самки зазвичай дозрівають на рік пізніше самців. Нерест проходить у верхів'ях невеликих річок, струмків, ключів, де нереститься в травні на глибині 20-50 см. Нерест буває в травні-червні при температурі води 5-7 °C. Викидають ікру на ділянках з швидкою течією і кам'янисто-гальковим ґрунтом, на глибині близько 1 м. Середня плодючість 5-6 тис. ікринок. Ікринки у ленка найдрібніші з усіх лососевих риб — в діаметрі не перевищують 3 мм. Ембріональний розвиток триває від 15 до 45-49 днів залежно від температури води.

## Розповсюдження
Зустрічається переважно в басейні верхньої Обі, в деяких водоймах Амура і Уди, на Шантарских островах, Сахаліні, у річці Туманна в Китаї та Корейському півострові.